# 裴国良
裴国良（?—?），唐朝时疏勒王。
史书没有记载他和前任裴安定的关系。唐玄宗天宝十二载（753年）正月，疏勒首领、摄耀建州（今新疆喀什市）司马裴国良、金州首领阿满儿褐车鼻施一起到长安向唐朝皇帝贺正旦。唐玄宗封他为折冲都尉，赐紫袍、金鱼袋。